# 平头川镇
平头川镇，是中华人民共和国甘肃省白银市会宁县下辖的一个乡镇级行政单位。
2015年，甘肃省民政厅批复同意撤销平头川乡，设立平头川镇。

## 行政区划
平头川镇下辖以下地区：
马芦刺咀村、平头川村、青龙山村、李家湾村、任家湾村、双头岔村、张家咀村、柳树沟村和万家去村。